# Buthacus
Buthacus là một chi bọ cạp trong họ Buthidae phân bố xuyên thấu từ Đông Phi, Israel, Palestine, Jordan, Syria, Iraq, Iran, Afghanistan, và Pakistan.

## Các loài
Chi này gồm các loài sau
- Buthacus arenicola (Simon, 1885)
- Buthacus birulai Lourenço, 2006
- Buthacus buettikeri Hendrixson, 2006
- Buthacus calviceps (Pocock, 1900)
- Buthacus clevai Lourenço, 2001
- Buthacus ehrenbergi Kovařík, 2005
- Buthacus foleyi Vachon, 1949
- Buthacus huberi Lourenço, 2001
- Buthacus leptochelys (Ehrenberg, 1829)
- Buthacus macrocentrus (Ehrenberg, 1828)
- Buthacus mahraouii Lourenço, 2004
- Buthacus maliensis Lourenço & Qi, 2007
- Buthacus nigerianus Lourenço & Qi, 2006
- Buthacus nigroaculeatus Levy, Amitai & Shulov, 1973
- Buthacus occidentalis Lourenço, 2000
- Buthacus pakistanensis Lourenço & Qi, 2006
- Buthacus spatzi (Birula, 1911)
- Buthacus striffleri Lourenço, 2004
- Buthacus villiersi Vachon, 1949
- Buthacus williamsi Lourenço & Leguin, 2009
- Buthacus ziegleri Lourenço, 2000